# Ungerichtetes Funkfeuer

Zeichen für ein ungerichtetes Funkfeuer in terrestrischen Luftfahrtkarten

Ein ungerichtetes FunkfeuerGEN 2.2-8 (engl. NDB, Non-Directional-Beacon) Nr. 3.4. ist eine aeronautische oder maritime Funknavigationsanlage am Boden, die für maritime Nutzung auch Kreisfunkfeuer bezeichnet wird. NDB senden kontinuierlich omnidirektional (ungerichtet in alle Richtungen) Funkwellen aus.
NDB -Anlagen werden zur Navigation in der Luftfahrt (ITU-Bezeichnung Flugnavigationsfunkdienst bzw. auf Englisch „Aeronautical Radionavigation Service“) und Seefahrt (ITU-Bezeichnung „Seenavigationsfunkdienst“ bzw. auf Englisch „Maritime Radionavigation Service“) verwendet.
Die NDB-Sendefrequenzen liegen im Mittel- bis Langwellen-Frequenzbereich. Zu Identifikationszwecken wird von NDB eine Identifikation (ID, dt. Kennung) i.d. Regel mindestens alle 30 Sekunden in Form von bis zu drei Zeichen als Morsekode abgestrahlt. Seit circa 1992 gibt es für die Schifffahrt auch ungerichtete Funkfeueranlagen, die Korrekturdaten für Global Navigation Satellite Systems (GNSS) aussenden, welche auch als DGNSS (Differential Global Navigation Satellite System, siehe Differential Global Positioning System) bezeichnet werden.

## Geschichte
Aeronautische NDB und Locator
NDB werden von ICAO (engl. International Civil Aviation Organization) seit 1952 in ICAO Annex 10 Nr.3.5. standardisiert. Der Frequenzbereich wurde auf das Band 0,2 MHz bis 1,75 MHz festgelegt Nr.3.5.4 und ist in der aktuellen Version 0,19 MHz bis 1,75 MHz. Nr.3.4.4 Der Frequenzbereich umfasst nicht nur die von der ITU (International Telecommunication Union) für Aeronautical Radionavigation und Maritime Radionavigation festgelegten Frequenzbereiche, sondern erlaubt mit Einschränkung auch die Nutzung von Rundfunksendern im Lang- und Mittelwellenbereich. Die zulässigen Frequenzbereiche variieren sowohl nach dem Zeitpunkt der Koordinierung einer LO- bzw. NDB-Frequenz, sondern auch mit der ITU-Region. RR5-8 ff NDB die für Anflug und Landung verwendet werden, werden als Locator (LO) bezeichnet.
Vereinzelt werden NDB auch für Anflüge auf Bohrplattformen (engl. Offshore Platform) genutzt.
Maritime NDB- und DGPS-Sender
NDB für maritime Zwecke werden im Frequenzbereich 283,5-315 kHz in Region 1 and 285-325 kHz in ITU-Regionen 2 and 3 genutzt.
Seit circa 1992 gibt es auch ungerichtete Funkfeueranlagen die Korrekturdaten für Global Navigation Satellite Systems (GNSS) aussenden, welche auch als DGNSS (Differential Global Navigation Satellite System) bezeichnet werden.

## Antennenanlage

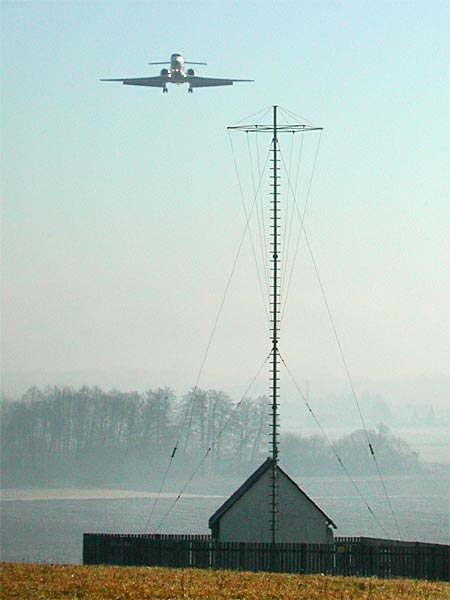
Im Anflug auf Klagenfurt (LOWK) – ungerichtetes Funkfeuer mit dem Rufzeichen KI auf 313 kHz; Senderhütte, Antenne mit Dachkapazität

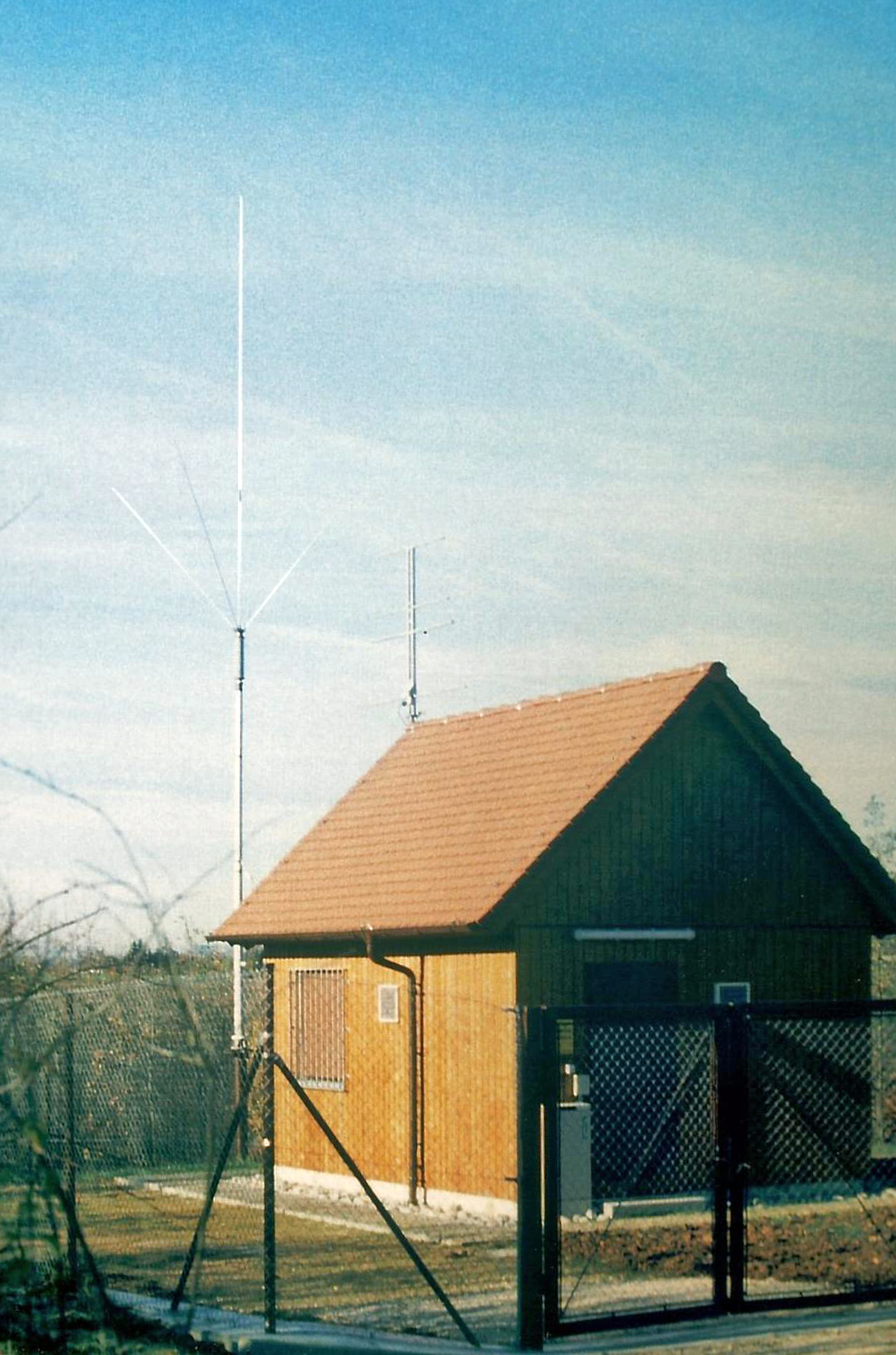
Sendeantenne des Funkfeuers SG in Esslingen-Berkheim, Sendefrequenz: 306 kHz

Ungerichtete Funkfeuer verwenden im Unterschied zu Rundfunksendern, die ebenfalls im Lang- und Mittelwellenbereich zwischen 150 und 1,610 kHz senden, in der Regel nur im Verhältnis zur Wellenlänge kurze Sendeantennen mit Höhen von etwa 10 bis 20 m oder aufgespannte T-Antennen. Vereinzelt kann man aber auch abgespannte Masten mit einer Höhe bis zu 50 m antreffen, die mit einer Dachkapazität zur Anpassung an die gegenüber der Masthöhe viel größeren Wellenlänge versehen sind.

## Typen

### Aeronautische NDB und Locator
Aeronautische NDB und Locator werden i.d. Regel der Ausfallsicherheit wegen mit zwei Sendern ausgestattet, wobei der Reservesender im Hot-Standby arbeitet und bei einer Störung den Betrieb übergangslos übernimmt. Beide Sender werden von einem Monitor überwacht, der eine Umschaltung auf den Reservesender auslöst, wenn die Trägerausgangsleistung des Senders um mehr als 50 % abfällt, Nr.3.4.8.1 a) die Kennung ausfällt Nr.3.4.8.1 b) oder andere Funktionsstörungen, inkl. dem Monitor auftreten. Nr.3.4.8.1 c) Bei Ausfall beider Sender wird ein NDB abgeschaltet. In der Regel wird der Systemzustand eines NDB über ein Fernwirksystem an eine regionale Überwachung übermittelt.
Die vom ungerichteten Funkfeuer omnidirektional abgestrahlten Funkwellen und der NDB-eigene Morsecode zur Identifikation kommen am Flugzeug oder Schiff an, werden hier im ADF-Gerät (Automated Direction Finder, Radiokompass) empfangen und durch Peilung die Richtung relativ zum Flugzeug und durch Vergleich mit einem Kreisel- oder Magnet-Kompass die tatsächliche Himmelsrichtung ausgewertet.
Die Senderausgangsleistung von NDB liegt in der Regel zwischen 25 und 1000 Watt. Abhängig von der Senderausgangsleistung, der Antenne und deren Wirkungsgrad, sowie die Ausbreitung beeinflussende Bodenleitfähigkeit, muss die Senderausgangsleistung so eingeregelt werden, dass an der betrieblich geforderten Reichweitengrenze eine elektrische Feldstärke von 70 µV/m garantiert ist. Nr. 3.4.2
Die Anforderungen an NDB, die als Flugnavigationsfunkstelle genutzt werden, sind in Deutschland in NfL(Nachrichten für Luftfahrer) Nr. 2-524-20 „Anforderungen zur Musterzulassung von ungerichteten Funkfeuern als Flugnavigationsfunkstelle“ veröffentlicht.
Locator (dt. Anflug-NDB)
Locator (LO) ist die Bezeichnung für NDB die als Flugsicherungsanlagen für An- und Abflugverfahren in der Nähe von Flugplätzen genutzt werden. Locator haben i.d. Regel eine kleinere Reichweite als En-Route NDB. Die Reichweite liegt zwischen 10 und 25 NM (d. h. zwischen 28,5 km und 46,3 km). Nr.3.4.1 Note Die  operative Nutzungsreichweite wird nicht in allen Ländern in der jeweiligen nationalen AIP (Aeronautical Information Publication) veröffentlicht. Locator besitzen eine Kennung aus bis zu drei Zeichen (Buchstaben und opt. Zahlen). Nr.3.4.5.1 Locator stehen auf der Anfluggrundlinie (gedachte Verlängerung) vor der Landebahn als Intercept Point (Abfangpunkt) für ILS Anflüge, Att. H-2, Nr.3.2.1 c), z. B. am Standort der ILS-Outer-Marker (OM) oder des -Middle-Marker (MM) Nr.3.4.7, vorausgesetzt die Vorgaben für die Hindernisfreiheit (engl. Obstacle Clearance) im ICAO PAN-OPS (ICAO DOC-8168) werden eingehalten. Befindet sich das Flugzeug im Anflug auf die Landebahn und vor einem Locator, zeigt der Zeiger des ADF im Flugzeug nach vorn. Nach dem Überfliegen des Locators zeigt er dann nach hinten.
NDB (für die Strecke, engl. En-Route)
NDB werden für Nutzungsreichweiten von bis über 200 NM (370,4 km) verwendet. Die  operative Nutzungsreichweite wird nicht in allen Ländern in der jeweiligen nationalen AIP veröffentlicht. Die Kennung von NDB besteht aus bis zu drei Zeichen (Buchstaben und opt. Zahlen). Nr.3.4.5.1

### Maritime NDB
Während einige Hersteller NDB gemäß den ICAO Vorschriften nur für aeronautische Nutzung anbieten, liefern andere ihre NDB auch für Maritime Nutzung.

### Maritime DGNSS– Korrekturdatensendestationen
MF-Beacons sind Stationen, die im Frequenzbereich von 283,5 bis 315 kHz Korrekturdaten zur Verbesserung der Genauigkeit und Integrität von Global Navigation Satellite System aussenden. Durch differentielle Korrekturdaten (engl. Differential GNSS, DGNSS) wird eine verbesserte Positionsbestimmung und Navigation ermöglicht, z. B. für automatisiertes Fahren. Der DGNSS-Dienst der WSV (Wasserstraßen- und Schifffahrtsverwaltung des Bundes ) betreibt derzeit 7 DGNSS-Sender, die ein von der IALA (International Association of Marine Aids to Navigation and Lighthouse Authorities) erarbeitetes, standardisiertes Verfahren nutzen.

## Bordanlage

### Nutzung in Luftfahrzeugen
In Deutschland muss für Flüge nach IFR Vorgaben gemäß Flugsicherungsausrüstungs-Verordnung (FSAV)§3, Abs. 1, Nr. 3  ein automatisches Funkpeilgerät (ADF), das den Frequenzbereich 200,0 kHz bis 526,5 kHz für den Empfang der Signale von NDB-Flugnavigationsanlagen vorhanden sein, welches eine Richtungsanzeige und eine Abhörmöglichkeit besitzt, soweit dieses für die Nutzung von An-/ Abflugverfahren vorgeschrieben ist.

## Identification (Kennung)

### Aeronautische NDB und Locator
Zu Identifikationszwecken wird von Locator- und NDB-Flugnavigationsanlagen eine Identifikation (ID, dt. Kennung) in Form von bis zu drei Zeichen im Morsekode abgestrahlt. Auch wenn in Europa nur die Nutzung von Buchstaben üblich ist, können in anderen Regionen der Welt auch zusätzlich Zahlen Verwendung finden. Die Aussendung der ID erfolgt jede Minute, sofern nicht operative Anforderungen kürzere Abstände erfordern.
Die ID kann durch ein/aus Tastung (NON/A1A) eines unmodulierten Trägers  generiert werden, Nr.3.4.6.1.1 oder durch Amplitudenmodulation (AM) eines Trägers durch ein/aus Tastung eines Tons. Der Träger wird dabei kontinuierlich ausgesendet (NON/A2) und durch ein/aus Tastung des Tons mit der Frequenz 1020 Hz ±50 Hz oder 400 Hz ±25 Hz Nr.3.4.5.4 amplitudenmoduliert. Nr.3.4.6.1  Die geforderte „Depth of Modulation“ (DOM, dt. Modulationsgrad) der AM-Modulation ist 95 %.Nr.3.4.6.2

## Frequenzen

### Aeronautische NDB und Locator
Der Frequenzbereich für NDB-Flugsicherungsnavigationsanlagen wurde von ICAO ursprünglich auf 0,2 MHz bis 1,75 MHz festgelegt Nr.3.5.4 und ist in der aktuellen Version auf 0,19 MHz bis 1,750 MHz. Nr.3.4.4  erweitert worden. Der Frequenzbereich umfasst nicht nur die von der ITU (International Telecommunication Union) für Aeronautical Radionavigation und Maritime Radionavigation festgelegten Frequenzbereiche, sondern erlaubt mit Einschränkung auch die Nutzung von Rundfunksendern im Langwellen (LW, engl. Low Frequencies oder LF) und Mittelwellenbereich (MW, engl. Medium Frequencies oder MF). Die zulässigen Frequenzbereiche variieren sowohl nach dem Zeitpunkt der Koordinierung einer LO- bzw. NDB-Frequenz, sondern auch mit der ITU-Region. RR5-8 ff Die Bord-Empänger können den Bereich 190 kHz bis 1750 kHz empfangen und daher mit Einschränkungen auch LW- und MW-Rundfunksender nutzen. Die Funkwellen geben keinen Hinweis auf recht- oder missweisend Nord.
LO und NDB für Flugsicherungszwecke werden in Europa nur noch in den Frequenzbereichen 255 – 495 kHz and 505 – 526,5 kHz koordiniert. Part III Nr.1 Für die Nutzung in Deutschland ist der Frequenzbereich durch die Bundesnetzagentur (BNetzA) auf 0,255 MHz bis 0,5265 MHz in der BNetzA-Schnittstellenbeschreibung SSB FL 027 festgelegt. Die Koordinierung von Frequenzen für LO und NDB soll in Europa, soweit möglich, im 1 kHz-Kanalraster erfolgen. Part III Nr.1.2
Zusätzliche Informationen zur Nutzung von Locator Beacons sind im ICAO Annex 10, Vol V Chapter. 3, Nr.3.2.2 zu finden.

### Maritime NDB
Die Frequenznutzung für maritime NDB wurde von der ITU-Recommendation M.1178 in 1985 für das „Maritime Radio Navigation Band“ im Bereich 283.5-315 kHz in ITU-Region 1 und im Bereich 285-325 kHz in den ITU-Regionenen 2 and 3 festgelegt.

### Maritime DGNSS– Korrekturdaten-Sendestationen
Die Frequenznutzung für maritime DGNSS-Sender erfolgt im Frequenzbereich 283,5 bis 315 kHz.

## Technische Anlage
Die technische Ausrüstung zur Flug- und Schiffsnavigation mittels eines ungerichteten Funkfeuers besteht aus zwei Vorrichtungen, einerseits dem Automatic Direction Finder (ADF) im Flugzeug oder an Bord eines Schiffes und andererseits der NDB-Sendeanlage am Boden.

## Reichweite
Ungerichtete Funkfeuer haben, abhängig vom Verwendungszweck, eine Reichweite sowie festgelegte Betriebsentfernung von 15 NM bis weit über 200 NM (27 km bis 370,4 km). Gegenüber dem VOR bieten ungerichtete Funkfeuer den Vorteil einer wesentlich größeren Reichweite bei niedrigen Flughöhen. Allerdings kann es neben anderen Störungen wie Gewitter besonders in den Abendstunden aufgrund von Reflexionen der Raumwelle an der Ionosphäre zu Überreichweiten und Änderung der Polarisation der Signale kommen. Die Antenne nutzt vertikal und horizontal polarisierte Signale. Durch die Reflexion an der Ionosphäre wird das Signal zusätzlich horizontal polarisiert. Durch die horizontale Komponente ergeben sich Störungen bei der Auswertung des Signals, da die Horizontalantenne eines NDB-Empfangsgeräts diese horizontal polarisierten Störsignale mit empfängt. Etwaige Anzeigen auf einem NDB-Navigations-Anzeigegerät werden dadurch verfälscht. Je weiter die Entfernung zum NDB, desto größer wird der Fehler, da Bodenwellen schwächer und Raumwellen, welche durch die Ionosphäre reflektiert werden, relativ stärker in die Auswertung des Signals auf dem Anzeigegerät einfließen.
Die Signale der NDBs werden primär zuverlässiger mittels Bodenwelle als durch Raumwelle empfangen. Durch nächtliche Raumwellenausbreitung der Langwellen ist ein Empfang aus wesentlich größerer Entfernung als der nominellen Reichweite möglich, da die Raumwelle an der Ionosphäre reflektiert wird. Dies ermöglicht den bei Funkamateuren (DXern) beliebten NDB-DX, wobei es schon gelang, NDBs aus Übersee zu empfangen.

## Einsatzmöglichkeiten

### Aeronautische NDB und Locator
NDBs bieten im Vergleich zu moderneren Möglichkeiten (VOR/DME, GPS) eine rudimentäre Form der Navigation – sie markieren einen Zielpunkt. Bei Seitenwind muss regelmäßig der Vorhaltewinkel korrigiert werden um das NDB in gerader Linie anzufliegen (vgl. Homing). Auch nach Einführung der VOR-Navigation in hoch entwickelten Ländern bleibt die NDB-Navigation notwendig. In engen Tälern sind VORs wegen der starken Reflexion der UKW-Wellen an den Bergen ungeeignet, dort ist man auf NDBs angewiesen wie beispielsweise beim Flughafen Innsbruck. In allen dünn besiedelten (Entwicklungs-)Ländern sind NDBs unverzichtbar für die Flugnavigation. In Südafrika oder Angola gibt es beispielsweise überwiegend NDBs.
- Funkstandlinien (LOP) und Airways
Zunächst können NDBs genutzt werden, um Funkstandlinien zu einzelnen Stationen zu finden. Eine Funkstandlinie (engl. radio line of position – LOP) ist eine gedachte Linie zu einer Station (NDB), die durch Angabe eines Winkels die Position des NDB beschreibt. Auf diese Art und Weise können mit Hilfe von NDBs und VORs Luftstraßen (engl. airways) gebildet werden. Flugzeuge folgen in Erfüllung ihres aufgegebenen Flugplans diesen international vereinbarten Flugrouten. Airways werden standardisiert auf Karten dargestellt.

- Funkstandort (FIX)
Die Möglichkeit, Funkstandorte mittels NDBs zu bestimmen, wird seit langem genutzt. Ein Funkstandort kennzeichnet die Position eines Flugzeuges oder Schiffes. Ein Fix entsteht dadurch, dass Standlinien zu den einzelnen Navigationspunkten (NDBs) auf der Karte gezeichnet werden. Wenn die Standlinien sich schneiden, entsteht ein Winkel mit dem Fix als Schnittpunkt. Diese Art der Darstellung eines Funkstandortes erlaubt dem Piloten, seine Position zu bestimmen. In Situationen, bei denen andere Navigationssysteme wie VOR und DME oder GPS versagen, kann so weiter navigiert werden.

- NDBs werden an verschiedenen Flugplätzen für Nicht-Präzisionsanflüge (NDB/DME) genutzt.

## Gefahrenquellen

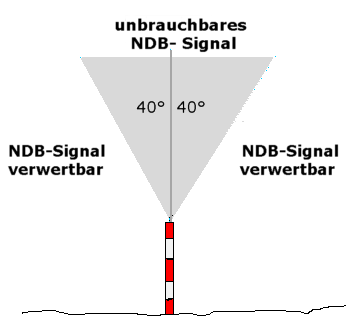
Verwirrungskegel oberhalb eines NDB

Störung des NDB durch Mehrwegeeffekt

Schweigekegel (engl. cone of silence)
Oberhalb der Sendestation ist in einem kegelförmigen Bereich keine zuverlässige Richtungsermittlung möglich. Die Breite des Schweigekegels (englisch: cone of silence) beträgt 30–40° Erzeugendenwinkel. Dessen Ursache ist nicht in mangelnder Feldstärke nur wenige 100 m über der Sendeantenne zu suchen, sondern im Zusammenspiel mit elektrischer und magnetischer Antenne im Flugzeug, die für eine Richtungsbestimmung in horizontaler Ebene konstruiert sind (siehe Radiokompass#Funktionsweise).
Elektrischer Einfluss (engl. electrical error)
Gewitter und gelegentlich auch elektromagnetische Störungen durch Quellen außerhalb und innerhalb eines Flugzeugs können die ADF-Nadel irritieren.
Küstenlinieneffekt (engl. shoreline error)
An Küstenlinien kann es bei nahezu parallelem Verlauf des Signals und der Küstenlinie zu einer Fehlanzeige kommen.
Bergeffekt, Mehrwegeausbreitung (engl. terrain error, Multipath error)
Einen ähnlichen Einfluss können auch hohe Berge und Klippen auf Funkwellen haben.
Dämmerungseffekt (engl. twilight error)
Funkwellen werden durch die Ionosphäre zurückgeworfen und verursachen besonders während des Sonnenaufgangs und während der abendlichen Dämmerung Überlagerungserscheinungen (engl. fading).

## NDB in Deutschland
Die Frequenzen, Standorte und Identification der derzeit operativ in Deutschland genutzten NDB und LO können aus der deutschen AIP entnommen werden. Streckenanlagen sind in ENR 4.1 Funknavigationsanlagen - Strecke und für Approach und Departure verwendete Anlagen in AD 2 Flugplätze unter dem jeweiligen Flugplatz für den Verfahren bestehen aufgeführt.